# 加藤夕貴
加藤 夕貴（かとう ゆき、1992年2月6日 - ）は、日本の元女子バスケットボール選手である。ポジションはセンターフォワード。178cm、70kg。

## 人物
東京都出身。
国立第一中学校から明星学園高等学校を経て専修大学に進学し、インカレ出場。
4年時にはユニバーシアードにも出場。
卒業後、富士通に入社、3シーズン活動し2017年現役引退。
その後留学し、2020年日南市地域おこし協力隊に着任。

## 経歴
- 明星学園高校 - 専修大学 -富士通（2014年〜2017年）背番号13

## 日本代表歴
- 2013ユニバーシアード